# Вальєруела-де-Сепульведа
Вальєруела-де-Сепульведа (ісп. Valleruela de Sepúlveda) — муніципалітет в Іспанії, у складі автономної спільноти Кастилія-і-Леон, у провінції Сеговія. Населення — 64 особи (2010).
Муніципалітет розташований на відстані близько 85 км на північ від Мадрида, 39 км на північний схід від Сеговії.
На території муніципалітету розташовані такі населені пункти: (дані про населення за 2010 рік)
- Ла-Фуенте: 18 осіб
- Вальєруела-де-Сепульведа: 46 осіб

## Демографія
Динаміка населення (INE ):